# زیردریایی کلاس ویلک
سابمارین کلاس ویلک (به انگلیسی: Wilk-class submarine) یک کلاس از زیردریایی است که طول آن ۷۸٫۵ متر (۲۵۷ فوت ۷ اینچ) می‌باشد.